# Nasi dagang
El nasi dagang es un plato malayo consistente en arroz al vapor con leche de coco, curry de pescado y otros ingredientes, como ralladura de coco frita, huevo duro y verdura encurtida. La combinación de semillas de fenogreco y leche de coco da al nasi dagang su sabor y fragancias únicos.

## Descripción
Es un desayuno muy extendido en los estados de la costa este de la Malasia peninsular, como Terengganu y Kelantan. La nasi dagang más famoso de Terengganu procede de Kampung Ladang, una región dentro del distrito de Kuala Terengganu. El nasi dagang también puede ser considerado como un plato festivo en Kelantan, ya que se prepara en las casas la mañana de Eid ul-Fitr, una fiesta musulmana que señala el fin del Ramadán, para ser comido como desayuno antes de la oración de Eid en la mezquita.

## Ingredientes
Además de la combinación básica de arroz y curry, el nasi dagang suele incluir diferentes ingredientes que pueden combinarse al gusto del comensal, desde una simple ración de arroz al vapor con curry de atún habitualmente presente en los puestos callejeros, hasta la versión casera completa con huevo duro en rodajas, coco frito, verdura encurtida y sambal.
- Arroz: El arroz puede remojarse primero en agua durante varias horas para ablandarlo. Entonces se mezcla con leche de coco espesa, chalota cortada, hierbalimón y semilla de fenogreco, y se cuece al vapor hasta que está hecho. También puede cocerse dos veces, añadiendo más leche de arroz a la mitad del proceso. Este método asegura la obtención de un arroz más cremoso.
- Curry de pescado: Esta guarnición solo se prepara para el nasi dagang y a veces se llama localmente gulai darat. El nombre resulta equívoco, ya que el pescado no se cuece con curry en polvo indio sino en leche de coco mezclada con especias tradicionales malayas como hierbalimón, galangal, pasta de guindilla y cúrcuma. El atún es el pescado más habitual, aunque pueden usarse otros, como el tenggiri (carite atlántico) o el salmón. También se usa a veces gamba, preparándose entonces el gulai de forma ligeramente diferente.
- Coco frito: El coco se ralla fresco, mezclándolo con chalota cortada, y se fríe hasta dorarlo.
- Huevo duro: Los huevos duros se cortan en cuatro u ocho rodajas.
- Verdura encurtida: La verdura se encurte con vinagre de arroz y azúcar. Es frecuente usar pepino, pimiento chile y zanahoria.
- Sambal: A veces se incluye sambal de guindilla.

## Variantes
La versión de Terengganu usa arroz blanco normal, mientras la de Kelantan emplea un tipo de arroz llamado localmente beras nasi dagang, que es una variedad de arroz salvaje con un color ligeramente morado y un poco glutinoso.